# Sol Enganador
Sol Enganador (em russo:  Utomlionnie Solntsem; cirílico: Утомлённые солнцем; em francês:  Soleil Trompeur) é um filme franco-russo de 1994, do gênero drama, dirigido por Nikita Mikhalkov, que também atua.

## Sinopse
A história do filme se passa em 1936, quando um coronel do Exército Soviético tira um dia de férias no campo com sua família. Tendo como fundo questões do regime soviético, o mundo do coronel Kotov. um herói soviético, passará por grandes mudanças ao fim daquele dia. No filme, aparece uma pequena bola de fogo que passeia pelos campos e florestas. A bola de fogo, uma metáfora que representa um sol ardente, simboliza os expurgos de Stalin — forças repentinas e devastadoras que surgem de forma imprevisível e destroem indiscriminadamente quem está pela frente, mesmo que sejam inocentes.

## Elenco principal
- Oleg Menshikov .... Dimitri (Mitya)
- Nikita Mikhalkov .... coronel Sergei Petrovich Kotov
- Ingeborga Dapkunaite .... Marusia
- Nadezhda Mikhalkova .... Nadya
- André Oumansky .... Philippe
- Vyacheslav Tikhonov .... Vsevolod
- Svetlana Kryuchkova .... Mokhova
- Vladimir Ilyin .... Kirik
- Alla A. Kazanskaya .... Lidiya Stepanovna
- Nina Arkhipova .... Yelena Mikhajlovna
- Avangard Leontyev .... motorista
- Inna Ulyanova .... Olga Nikolayevna
- Lyubov Rudneva .... Lyuba
- Vladimir Ryabov .... NKVD officer
- Vladimir Belousov .... NKVD man #1

## Principais prêmios e indicações
Oscar 1995 (EUA)
- O Sol Enganador venceu na categoria de melhor filme estrangeiro.

Festival de Cannes 1994 (França)
- Concorreu à Palma de Ouro, perdendo para o filme Pulp Fiction, de Quentin Tarantino.
- Ganhou o Grande Prêmio do Júri e o Prêmio do Júri Ecumênico.

BAFTA 1996 (Reino Unido)
- Indicado na categoria de melhor filme em língua não inglesa.